# Vasdavidius
Vasdavidius es un género de insectos hemípteros de la familia Aleyrodidae, subfamilia Aleyrodinae. El género fue descrito primero por Russell en 2000.

## Especies
Especies de este género.
- Vasdavidius cobarensis (Martin, 1999)
- Vasdavidius concursus (Ko in Ko, Wu & Chou, 1998)
- Vasdavidius indicus (David & Subramaniam, 1976)
- Vasdavidius miscanthus (Ko in Ko, Wu & Chou, 1998)
- Vasdavidius setiferus (Quaintance & Baker, 1917)